# Husari
Husari – wieś w gminie Lasva w Estonii. W 2011 roku zamieszkana przez 14 osób. We wsi znajduje się obecnie nieczynny przystanek kolejowy na linii Valga – Pieczory, wybudowanej w 1889 roku.